# Kanton Douvaine
Kanton Douvaine (fr. Canton de Douvaine) je francouzský kanton v departementu Horní Savojsko v regionu Rhône-Alpes. Skládá se ze 14 obcí.

## Obce kantonu
- Ballaison
- Bons-en-Chablais
- Brenthonne
- Chens-sur-Léman
- Douvaine
- Excenevex
- Fessy
- Loisin
- Lully
- Massongy
- Messery
- Nernier
- Veigy-Foncenex
- Yvoire